# ورزشگاه نیلسون نلسون
ورزشگاه نیلسون نلسون (Ginásio Nilson Nelson) یک سالن ورزشی سرپوشیده است که بیشتر برای ورزش والیبال مورد استفاده قرار می گیرد و در شهر برازیلیا ، کشور برزیل ، نزدیک ورزشگاه ملی مانه گارینچا قرار دارد. هر دو این ورزشگاه ها بخشی از مجموعه ورزشی آیرتون سنا هستند. ظرفیت این ورزشگاه 11105 تماشاگر است و در سال 1973 ساخته شده است.در هنگام بازگشایی ظرفیت این ورزشگاه بیشتر بوده است.
این سالن توسط شرکت Cláudio Cianciarullo طراحی شد و در 21 آوریل 1973 افتتاح شد. این ورزشگاه در هنگام افتتاح دارای ظرفیت 24286 صندلی بود. در سال 2008، این ورزشگاه بازسازی شد و ظرفیت صندلی های تماشاگران به 11105 صندلی کاهش یافت. این ورزشگاه عمدتاً برای ورزش های داخل سالن استفاده می شود و در جام جهانی فوتسال 2008 به عنوان ورزشگاه رزرو بود.

## همچنین ببینید
- لیست ورزشگاه های سرپوشیده در برزیل